# Uhrocie Kasprowe

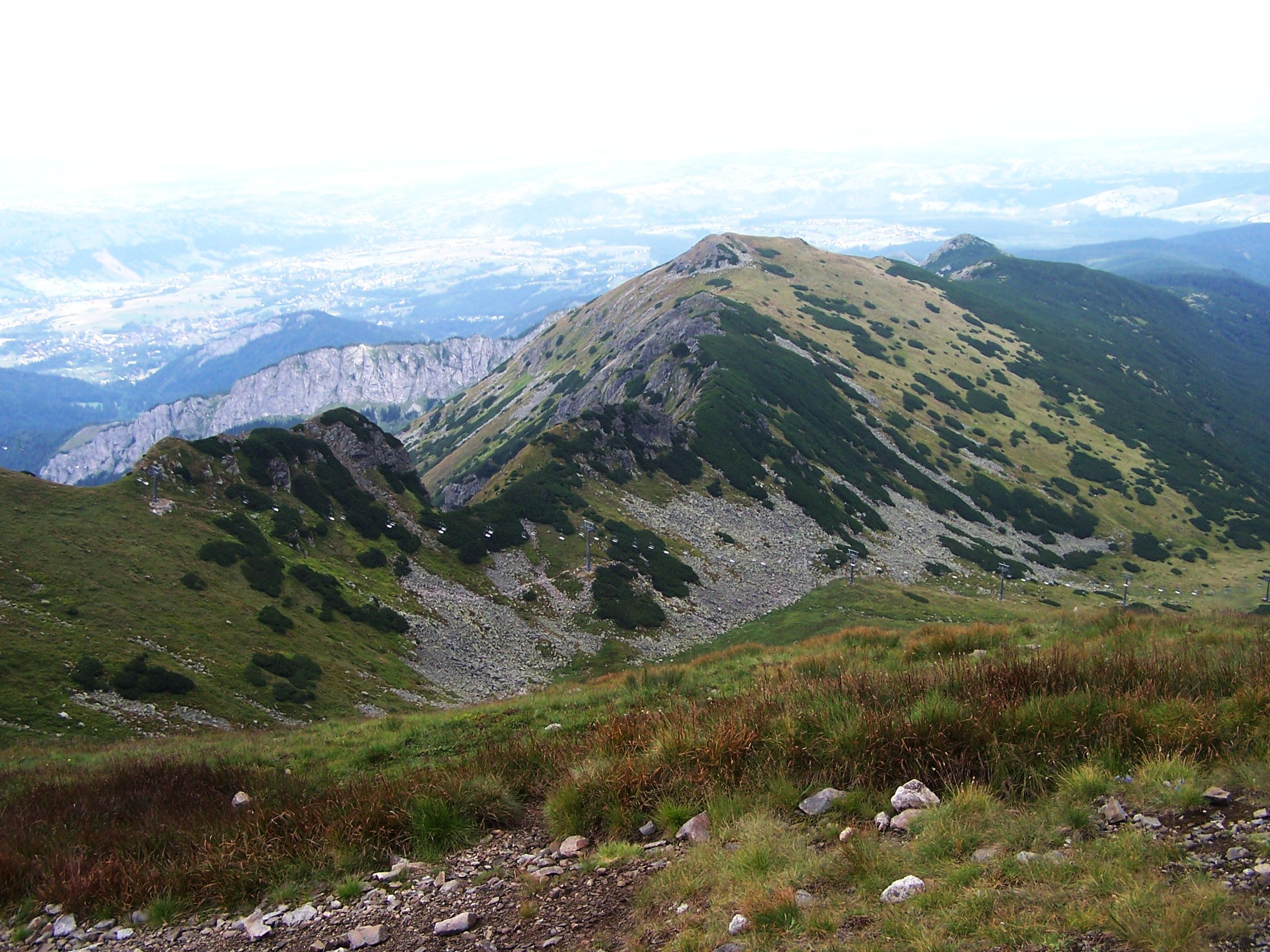
Uhrocie Kasprowe – widok z Beskidu. Widoczne Wyżnie Kasprowe Siodło

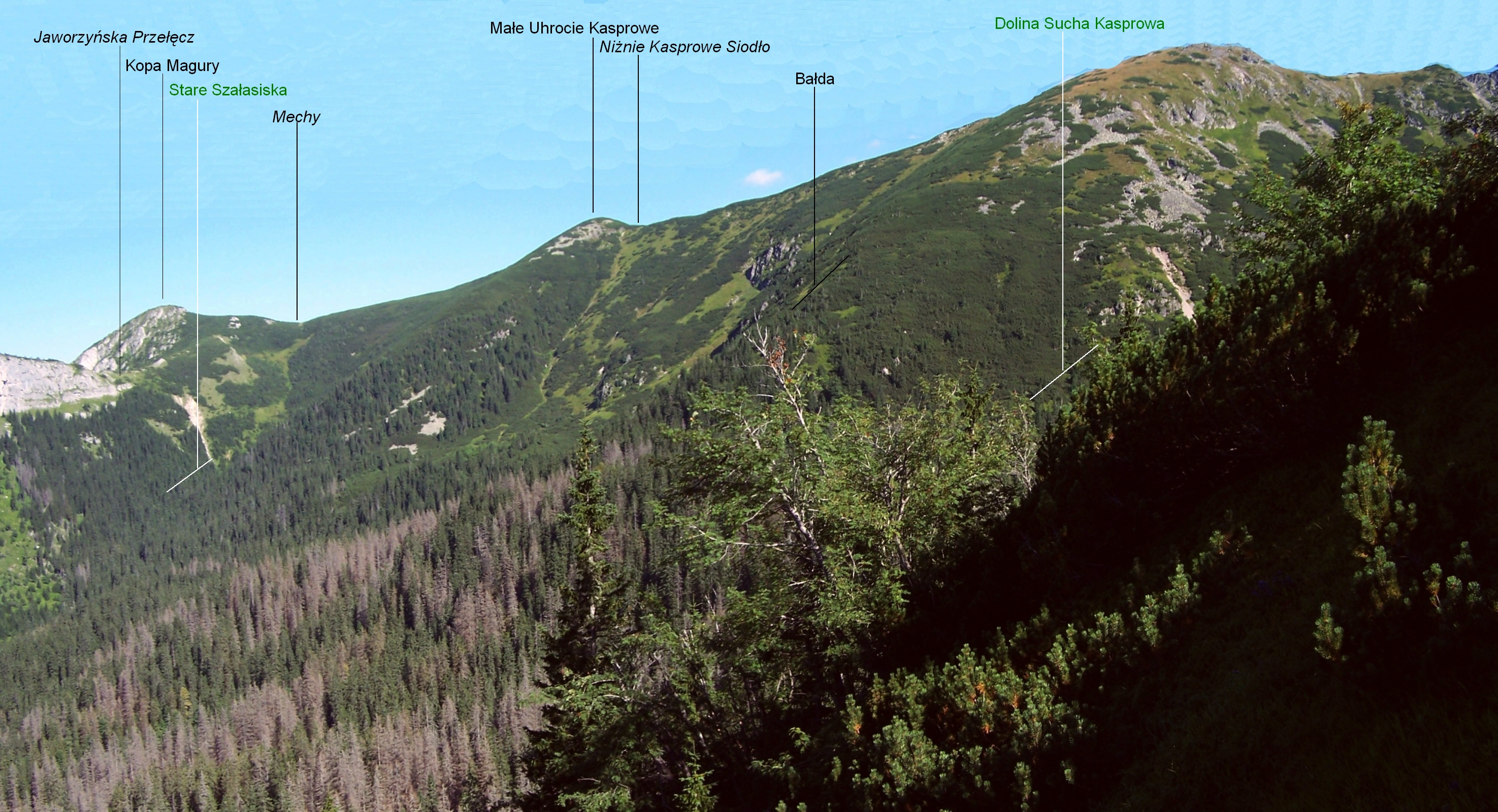
Widok na Uhrocie Kasprowe z północnej grani Kasprowego Wierchu

Uhrocie Kasprowe – fragment północno-wschodniej grani Kasprowego Wierchu w polskich Tatrach Zachodnich. Znajduje się w tej grani pomiędzy przełęczami Wyżnie Kasprowe Siodło (ok. 1830 m) i Mechy (1662 m). W Uhrociu Kasprowym w kierunku z zachodu na wschód wyróżnia się:
- kulminacja 1852 m. W północno-zachodnim kierunku odchodzi od niej grzęda Bałda,
- Niżnie Kasprowe Siodło,
- Małe Uhrocie Kasprowe (1750 m)[1].

Oprócz tych nazwanych istnieją w Uhrociu Kasprowym jeszcze dwie nienazwane kopki oddzielone płytkimi przełączkami. Przejście granią Uhrocia Kasprowego jest możliwe. Władysław Cywiński opisuje je tak: „Droga możliwa do przejścia i używana (bardzo rzadko) wyłącznie w zimie. (...) Latem grań na odcinku od Mechów po Małe Uhrocie – to jeden wielki łan kosodrzewiny i przejście wymagałoby maczety”.
Od południowej strony Uhrocie Kasprowe opada jednostajnym stokiem do Doliny Gąsienicowej. Od strony zachodniej (w kierunku Kasprowego Wierchu) stok ten jest piarżysto-kosówkowy, natomiast w kierunku wschodnim są to gęste, bardzo trudne do przejścia łany kosodrzewiny. Wznosi się wśród nich pojedyncza skała o wysokości ok. 10 m. Jest to Skałka. W jej pobliżu ciągnie się od Doliny Gąsienicowej do grani Uhrocia Kasprowego naturalnego pochodzenia przesmyk w kosodrzewinie.
Od północnej strony stoki Uhrocia Kasprowego opadają do Doliny Kasprowej. Grzęda Bałda dzieli tę dolinę na dwie odnogi: dolinę Stare Szałasiska i Dolinę Suchą Kasprową.